# Henning Jensen (författare)
Henning Jensen, född den 6 december 1838, död den 28 februari 1929, var en dansk författare och politiker.
Jensen blev 1864 teologie kandidat och 1872 präst på Bornholm, 1879 i närheten av Sorö. Hans lättrörliga sinne och förkärlek för ytterlighetsståndpunkter framkallade upprepade starka omslag: ursprungligen hyllade han inre missionen, blev därefter ivrig grundtvigian och med tiden utpräglad rationalist. Mot slutet av sitt liv närmade han sig spiritismen.
På 1880-talet tog han livlig del i den politiska striden och fick 1885 avsked till följd av sina extrema yttranden. 1886-92 var han folketingsman och tillhörde Hörups radikala grupp, utgav 1886-90 tidningen Enhver sit och var dessutom flitig medarbetare i Politiken, 1893-97 därjämte i Socialdemokraten, men blev sedan medredaktör för tidningen København (till 1919) och bekämpade som sådan inte bara socialdemokratin, utan även radikala vänstern. 
1890-93 författade han tre positivistiska framställningar av Jesu liv och 1894 en fjärde om aposteln Paulus. Vidare utgav han berättelserna Kapellanen (1891, mot inre missionen), Pastor Dahlberg (1892, om en prästs brytning med kyrkans lära) och Blodets baand (1895, för socialismen).
Han utgav vidare berättelserna Strandet (1910), Hans Lindenow (1911), Ulla Rönnow (1912) och Skovens hemmelighed (1913) samt bearbetade Myers Den menneskelige personlighed (i "Psykisk forskning", 1916). 1919 kom Min sidste bog, en kristelig fritænkers tro og haab.